# Derolus sudrei
Derolus sudrei es una especie de escarabajo longicornio del género Derolus, tribu Cerambycini, subfamilia Cerambycinae. Fue descrita científicamente por Adlbauer en 2009.

## Descripción
Mide 9-18 milímetros de longitud.

## Distribución
Se distribuye por Kenia, Malaui, Ruanda, Tanzania y Zimbabue.